# Maciej Zieliński (koszykarz)

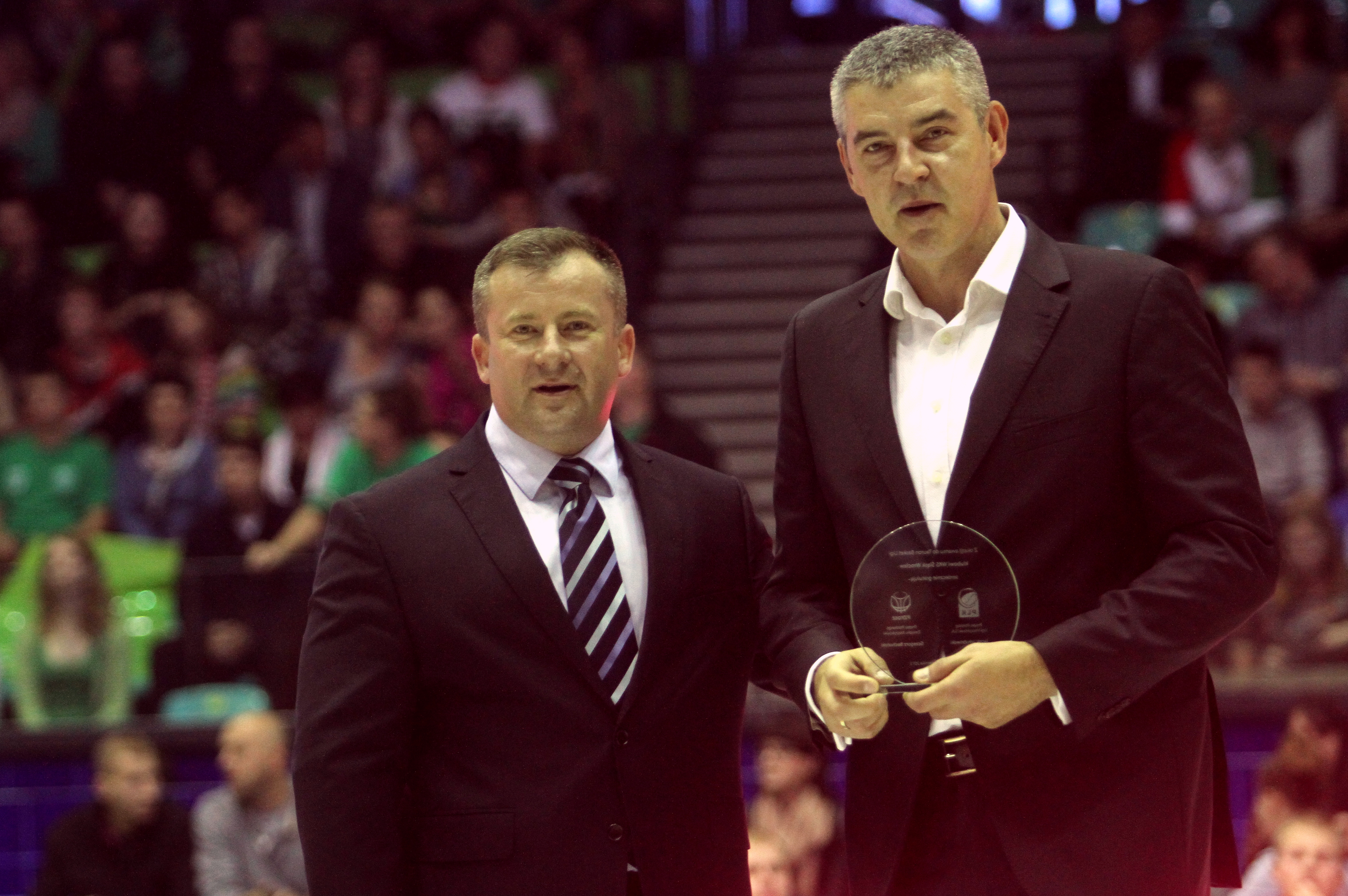
Jacek Jakubowski i Maciej Zieliński

Maciej Jerzy Zieliński (ur. 5 stycznia 1971 w Wałbrzychu) – polski koszykarz, grający na pozycji rzucającego obrońcy. Wielokrotny reprezentant kraju, dwukrotny uczestnik mistrzostw Europy (1991 i 1997). Radny Wrocławia, poseł na Sejm VII kadencji.

## Życiorys

### Kariera sportowa
Profesjonalną karierę koszykarską rozpoczął w 1986 w AZS Olsztyn. W 1987 przeniósł się do Śląska Wrocław, w którym grał przez pięć lat. W 1992 wyjechał do Stanów Zjednoczonych, zostając zawodnikiem klubu Providence Friars występującego w lidze NCAA. Grał w tej drużynie przez trzy sezony do 1995. W sezonie 1993/94 pomógł drużynie w awansie do turnieju finałowego (1994 NCAA Tournament). Nie wystąpił jednak w meczu pierwszej rundy przeciwko Alabamie Crimson Tide, który zespół Providence przegrał, odpadając z rozgrywek. W 70 meczach (łącznie 640 minut) uzyskał 189 punktów (średnia na mecz: 2,7), 85 zbiórek (1,2), 52 asysty (0,7), 18 przechwytów (0,3) i 14 bloków (0,2). Jego celność rzutów z gry wyniosła 39,8% (64 celne na 161 oddanych), rzutów wolnych – 72,0% (36 na 50), a rzutów za trzy – 32,5% (25 na 77). Popełnił także 62 faule i zanotował 36 strat.
W 1995 powrócił do Śląska Wrocław, w którym występował do czasu zakończenia kariery sportowej w 2006. Z drużyną tą łącznie osiem razy zdobywał mistrzostwo Polski (1991, 1992, 1996, 1998, 1999, 2000, 2001 i 2002), trzykrotnie Puchar Polski (1992, 1997 i 2004) i dwukrotnie Superpuchar Polski (1999 i 2000). Wielokrotnie występował w europejskich pucharach – Pucharze Saporty, Pucharze Koracia, Pucharze ULEB, Lidze Europejskiej FIBA, czy EuroLidze.
W 1990 wziął udział w mistrzostwach Europy do lat 18, na których Polacy zajęli 6. miejsce. W kolejnych latach regularnie grał w reprezentacji narodowej seniorów. Wystąpił na mistrzostwach Europy w 1991 i 1997 (na obu turniejach Polska zajmowała 7. miejsce).
W 2006 został graczem drużyny futbolu amerykańskiego The Crew Wrocław, z którym w sezonie 2007 wygrał II Polish Bowl w ramach Polskiej Ligi Futbolu Amerykańskiego.

### Działalność pozasportowa
W 2006 wystartował w wyborach samorządowych, uzyskując z listy Platformy Obywatelskiej mandat radnego wrocławskiej rady miejskiej. W 2010 z powodzeniem ubiegał się o reelekcję.
Zajął się także prowadzeniem własnej działalności gospodarczej. W 2011 został prezesem drugoligowego w tym czasie koszykarskiego klubu Śląsk Wrocław.
W wyborach w 2011 uzyskał mandat poselski, kandydując z listy PO w okręgu wrocławskim i otrzymując 6099 głosów. W 2015 nie został wybrany na kolejną kadencję. W listopadzie 2017 został wiceprezesem pierwszoligowego klubu koszykarskiego Jamalex Polonia 1912 Leszno. W 2018 i 2024 ponownie wybierano go do wrocławskiej rady miejskiej.

## Wyróżnienia
W 2001 Jarosław Kania z Uniwersytetu Wrocławskiego na cześć Macieja Zielińskiego odkryty przez siebie nowy gatunek chrząszcza z Namibii nazwał Pomphus zielinskii. W 2006 Śląsk Wrocław uhonorował koszykarza, zastrzegając numer klubowy 9., z którym Maciej Zieliński grał przez lata w tym zespole.

## Osiągnięcia
Na podstawie, o ile nie zaznaczono inaczej.

### Drużynowe
- 8-krotny mistrz Polski (1991, 1992, 1996, 1998, 1999, 2000, 2001, 2002)
- 2-krotny wicemistrz Polski (1989, 2004)
- 2-krotny brązowy medalista mistrzostw Polski (1990, 2003)
- Zdobywca:
  - Pucharu Polski (1989, 1990, 1992, 1997, 2004, 2005)
  - Superpucharu Polski (1999, 2000)
- Finalista Superpucharu Polski (2002)
- Uczestnik rozgrywek:
  - Top 16:
    - EuroLigi (1988)
    - Suproligi (2001)
    - Eurocup (2005)

  - EuroLigi (1987/88, 2001–2004)
  - EuroChallenge (2006)
  - Pucharu:
    - Saporty (1991/1992, 1996/1997, 1997/1998, 1999/2000)
    - Koracia (1995/1996)

### Indywidualne
- MVP:
  - PLK (1992, 1997[17], 1999)
  - finałów PLK (1999)
- Uczestnik:
  - meczu gwiazd:
    - PLK (1996, 1998, 1999, 2000, 2003)
    - Polska vs gwiazdy PLK (1997 – Sopot, 1997 – Ruda Śląska, 2000 – Ostrów Wielkopolski)

  - konkursu Shooting Stars (2013)
- Zaliczony do:
  - I składu PLK (1991, 1992, 1996–1999)
  - graczy krajowych PLK (2000–2003)
- Lider strzelców PLK (1992)
- Śląsk Wrocław zastrzegł należący do niego numer 9

### Reprezentacja
- Uczestnik:
  - mistrzostw Europy:
    - 1991 – 7. miejsce, 1997 – 7. miejsce
    - U-22 (1992 – 11. miejsce)
    - U-18 (1990 – 6. miejsce)

  - kwalifikacji do:
    - igrzysk olimpijskich (1992)
    - mistrzostw Europy (1991, 1997, 1999, 2001, 2003)